# 誓言无声
《誓言无声》是2002年播出的一部中国大陆反特剧，也是2000年代大陆播出的第一部谍战剧。本剧由毛卫宁执导，钱滨和易丹编剧，高明、赵峥和王海燕主演，讲述20世纪60年代一个三人小组阻止特务破坏，保证新型潜艇成功研究制造的故事，希望探讨在情报工作这一特殊环境中人物的精神和情感状态，面对常人都会遇到的问题如何做出了自己的抉择。。

## 创作缘起
2000年易丹在北欧作访问学者，阅读到大量解密谍战资料，他给钱滨写信提出合作创作以谍战题材的作品，而钱滨正好曾采访过解放战争时期的中国共产党情报人员。 两人查阅了大量相关资料，共同完成了剧本《一个若无其事的冬天》，后改名为《最后的忠诚》，但因“内容过于详细”遭到专业对口部门领导的否决。他们不得不将剧本原有的基本人物关系保留，把整个故事的级别和烈度下调，最终才得以通过，开始拍摄。

## 主要内容
20世纪60年代的一个冬天，秘密回国参加新型潜艇研究制造的专家，在途经香港时遭特务追杀，侥幸逃生。北京的反间谍局认为内部存在间谍，任命即将退休的许子风、年轻的骆战和原在香港的外派人员蓝美琴组成三人小组进行调查。三人小组并未取得明显进展时，香港出现了来自台湾情报部门的投诚者但戈然。可随后根据但戈然情报展开的针对马知远的调查毫无结果。这使许子风开始怀疑对方提供的是假情报，是以假投诚者但戈然转移视线，来掩护真正间谍。
许子风通过自己的安排证明了但戈然的假投诚，并开始重点怀疑研究所保卫处的负责人范仕成。随着调查的深入，蓝美琴与骆战产生了爱情，许子风则面临国家安全和个人情感两者之间的艰难抉择，他一直不能告诉自己的妻子李景蓝美琴父母牺牲的真相；他和李景的女儿许婉云又与陆一夫陷入热恋，他同样无法透露真情给女儿。最终三人小组成功抓获了长期潜伏的间谍范仕成，保证了华裔专家的安全和潜艇项目的顺利完成。许子风家重新恢复了和睦与温情，蓝美琴却在除夕前接到了新的任务，不辞而别，给骆战留下了深深的惆怅。

## 主要演员
- 高明 饰 许子风
- 王海燕 饰 蓝美琴
- 赵峥 饰 骆战
- 严敏求 饰 李景
- 翟万臣 饰 范仕成
- 周显欣 饰 许婉云
- 李强 饰 朱学峰
- 雷汉 饰 陆一夫

## 评价
本剧对60年代朴素的工作场所、静水流深的情感交流还原得很好，使这部剧散发着那个年代特有的生活质感
本剧播出后的研讨会上，文艺评论家李准认为《誓言无声》“以对生活真实的接近原生态的描绘，把镜头的焦点对准了他们的情感世界和丰富的内心世界”“人物形象塑造鲜明突出”。其他评论家认为“无名英雄作为个人本体的人性是被压抑的，这种压抑却不能被人理解又不能言说。这种充满人性和不能张扬人性所带来的巨大的内心痛苦，恰恰是这部作品最引人关注的地方。

## 奖项
本剧获得第23届中国电视飞天奖长篇电视剧一等奖，导演毛卫宁获最佳导演奖，编剧钱滨获最佳编剧奖、演员高明、王海燕分获最佳男女演员奖。
2019年《誓言无声》入选中央政法委会同中央政法各单位共同主办的“70年70部优秀政法题材影视作品”名单。

## 续集
本剧的续集《誓言永恒》于2009年播出，基本保持了原有的演员阵容，但反响一般。钱滨和易丹之后决定写点不一样的东西，在国家安全部和央视项目部支持下完成了《誓言今生》，组成“誓言三部曲”。